# إيما كولفيلد
إيما كولفيلد (بالإنجليزية: Emma Caulfield) (ولدت إيما تشوكر 8 أبريل عام 1973 بمدينة ساندياكو كاليفورنيا) ممثلة أمريكية، ظهرت في عدة أعمال فنية، يعتبر أحد أجمل أدوراها الفنية ظهورها في مسلسل بافي قاتلة مصاصي الدماء حيث لعبت دور الشيطان، وظهرها في المسلسل التلفزيوني بيفرلي هيلز، 90210, حظت بشعبية كبيرة وحضور ملفت. ومن أشهر أفلامها والتي نالت إعجاب الناس نذكر منها داركنيس فولز وفيلم العودة إلى اليوم.

## نشأتها
بدأت حياتها في الدراسات المسرحية رغم أنها كانت تكمل دراستها العليا. حيث ربحت مرتبة الشرف في الفنون المسرحية. ثم توجهت إلى سان فرانسيسكو لتكمل دراستها الجامعية ولتحصل على درجة عليا في علم النفس. وتوجهت بعد ذلك لتكمل فنون الإتقان المسرحي في الكلية الأمريكية في سويسرا. في عام 1995 انضمت إلى فريق بفيرلي هيلز التلفزيوني الشهير.

## روابط خارجية
- إيما كولفيلد على موقع IMDb (الإنجليزية)
- إيما كولفيلد على موقع ألو سيني (الفرنسية)
- إيما كولفيلد على موقع ميوزك برينز (الإنجليزية)
- إيما كولفيلد على موقع أول موفي (الإنجليزية)
- إيما كولفيلد على موقع قاعدة بيانات الأفلام السويدية (السويدية)
- إيما كولفيلد على موقع إن إن دي بي (الإنجليزية)
- إيما كولفيلد على موقع ديسكوغز (الإنجليزية)
- إيما كولفيلد على موقع قاعدة بيانات الفيلم (الإنجليزية)
- إيما كولفيلد على موقع كينوبويسك (الروسية)
- قناة Emma Caulfield's official  على يوتيوب